# Amerika (discoteca)

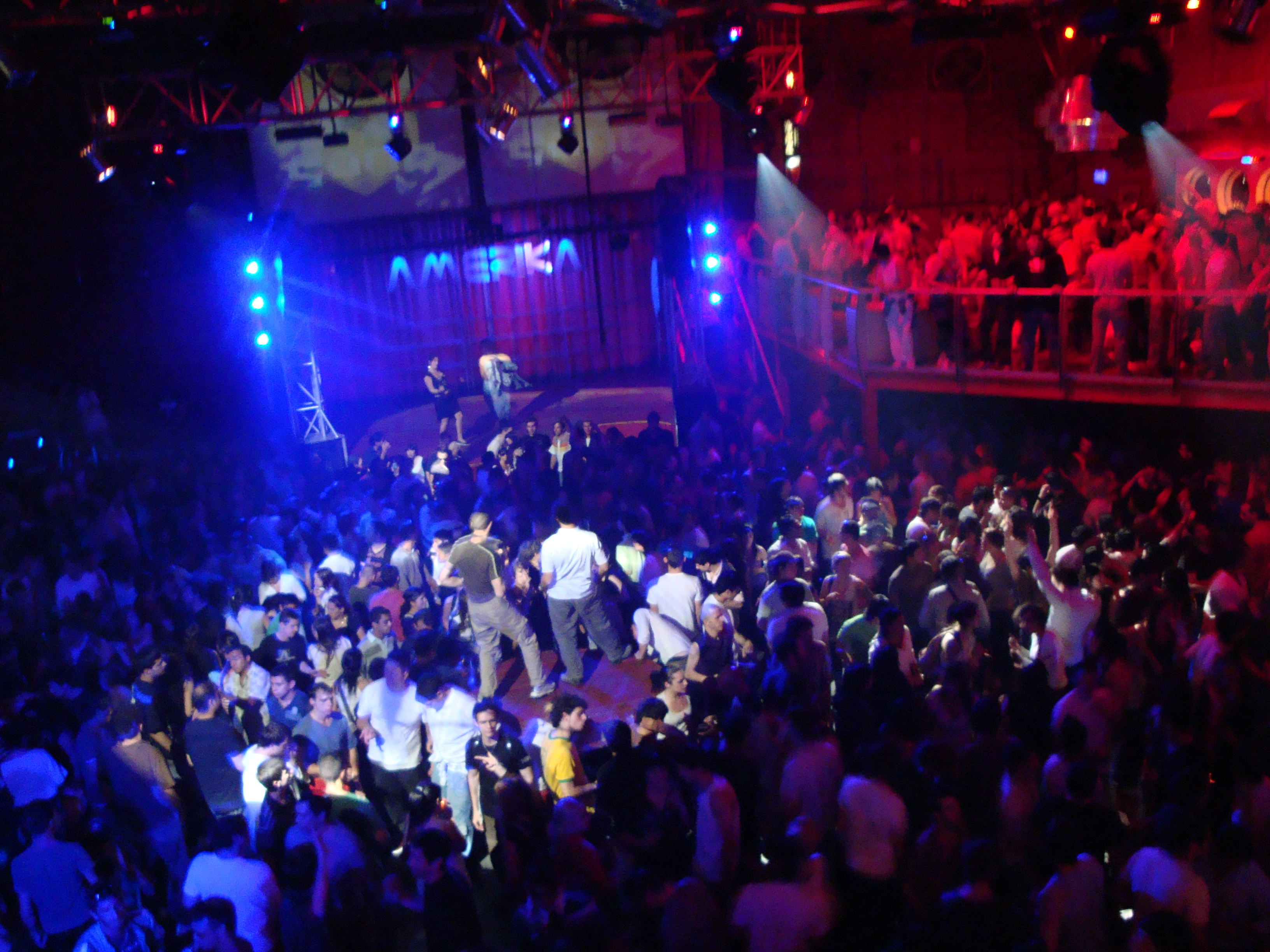
Interior da discoteca Amerika

Amerika é uma discoteca argentina orientada ao público LGBT, considerada uma das maiores de seu estilo em Latinoamérica. Localiza-se no bairro de Almagro e se a considera um dos centros bailables mais populares para esse tipo de público na cidade de Buenos Aires.
Foi clausurada em várias oportunidades nos últimos anos, devido às queixas por ruídos molestos apresentadas pelos vizinhos do bairro, ainda que os donos do local asseguram de que se trata de discriminação por parte dos vizinhos, já que lhes molesta que exista um lugar gay no bairro.
A Comunidade Homossexual Argentina, uma associação que defende os direitos LGBT, viu-se envolvida na reabertura da discoteca em dezembro de 2006, depois de ter permanecido fechada cinco meses.

## Descrição
Amerika encontra-se localizada sobre a rua Gascón 1040, no bairro de Almagro da cidade de Buenos Aires. Conta com três pistas bailables: Continental, Caribean e Cristal; e tem uma capacidade para 1866 pessoas. Funciona somente os dias quintas-feiras, sextas-feiras, sábados e domingos.

## História
Nos anos 1980 aparecia pela primeira vez um lugar para a concentração do público gay da cidade de Buenos Aires. O lugar foi chamado Experiment, e serviu como lugar para o encontro de gays que antes deambulavam por outras discos e lugares da capital argentina.
Três anos depois, os mesmos donos quiseram expandir o percurso dos gays por Buenos Aires e decidiram abrir um novo porão: Line, esta vez localizado no bairro de Palermo. Los Fabulosos Cadillacs e Los Pericos foram alguns dos grupos que passaram pelo lugar.
Em 1987, surgiu a necessidade de abrir um lugar maior, um lugar que permitisse sacar aos gays dos porões, que era onde se concentravam até esse momento, brindando-lhes um lugar amplo e cômodo, onde se sentissem protegidos. Sob esse conceito surgiu Bunker, uma disco que fez história em América do Sul, e permitiu aos gays que chegavam a Buenos Aires encontrar a liberdade que não achavam em suas cidades, províncias ou países.
Bunker foi o primeiro em apoiar a causa da luta contra o AIDS, colaborando ativamente com hospitais e organizando eventos para arrecadar fundos por esta causa. Durante seus 11 anos de existência, passaram por aí mais de 1800 pessoas em cada noite de sexta-feira e sábado. Entre eles, alguns famosos em visitar o lugar foram Moria Casán, Susana Giménez, Nacha Guevara, Valeria Lynch, Sandra Mihanovich, Cris Miró, Florencia de la V e Jorge Porcel.
A abertura desta discoteca foi tão soada que gerou que se abrissem uma série de lugares novos no bairro, como bares, pubs e restaurants dedicados à comunidade LGBT. Também se abriram comércios para atender a este tipo de público e o bairro foi ganhando aceitação. Nos anos 1990, Barrio Norte se converteu num lugar predileto para a comunidade homossexual de Buenos Aires, qualidade que conserva até o dia de hoje.
No final dessa década, surge novamente a necessidade de um espaço maior, com mais liberdade e que permite uma maior interação. Pelo que em 1999 é inaugurada a discoteca Amerika, uma das mais importantes de seu estilo na região e do que segundo seus donos: "a única consigna válida é liberar-se e aceitar o frenesi da diversão".
No final de 2008, foi eleito como a melhor discoteca da cidade de Buenos Aires, através de uma enquete anual realizada pelo Suplemento Sí! do Diario Clarín.